# Odontomachus fulgidus
Odontomachus fulgidus är en myrart som beskrevs av Wang 1993. Odontomachus fulgidus ingår i släktet Odontomachus och familjen myror. Inga underarter finns listade i Catalogue of Life.